# Піктографічне письмо

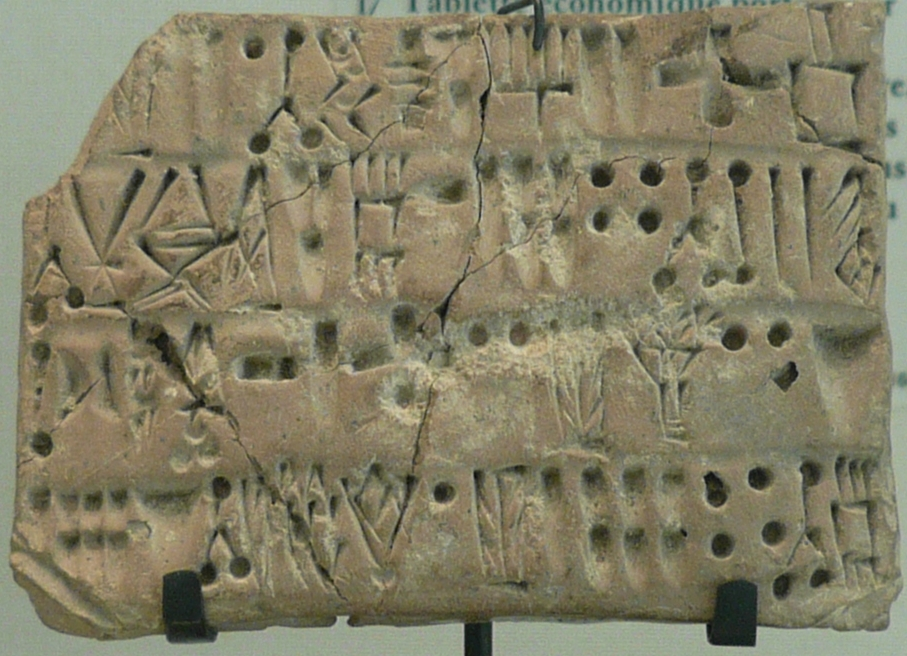
Пластина з протоеламським піктографічним письмом

Піктографічне письмо, Піктографія — одна з найбільш ранніх форм писемності через зображення предметів, подій тощо спрощеними умовними знаками, схемами, малюнками; у деяких народів збереглася до новітніх часів. Також піктографією називають зображення статистичних даних і співвідношень графіками, діаграмами, символами і подібними способами.
Типологічно примітивна форма графіки — піктографія (рисункове письмо) — засвідчена у ряду народів первісної культури Північної Азії, Західної Африки і особливо Північної Америки і, як видно за збереженими образними написами на скелях і в печерах, існувала у доісторичної людини. Вона являє собою поєднання малюнків, що передають поєднання відомих найпростіших образів без їх озвучення. Відсутність умовного і традиційного моменту в піктографії робить її знаки доступними розумінню при незнанні тієї мови, якою говорить автор піктографії, тобто при відсутності єдності мовної культури у того що «пише» і у того що «читає» піктограму.